# Johannes Kaempf
Johannes Kaempf (* 18. Februar 1842 in Neuruppin; † 25. Mai 1918 in Berlin) war ein deutscher Bankier, Verbandsfunktionär und freisinniger Politiker. Von 1903 bis 1918 war er Mitglied des Reichstages und von 1912 bis zu seinem Tod Reichstagspräsident. Von 1905 bis 1918 war er zudem Präsident des Deutschen Handelstages.

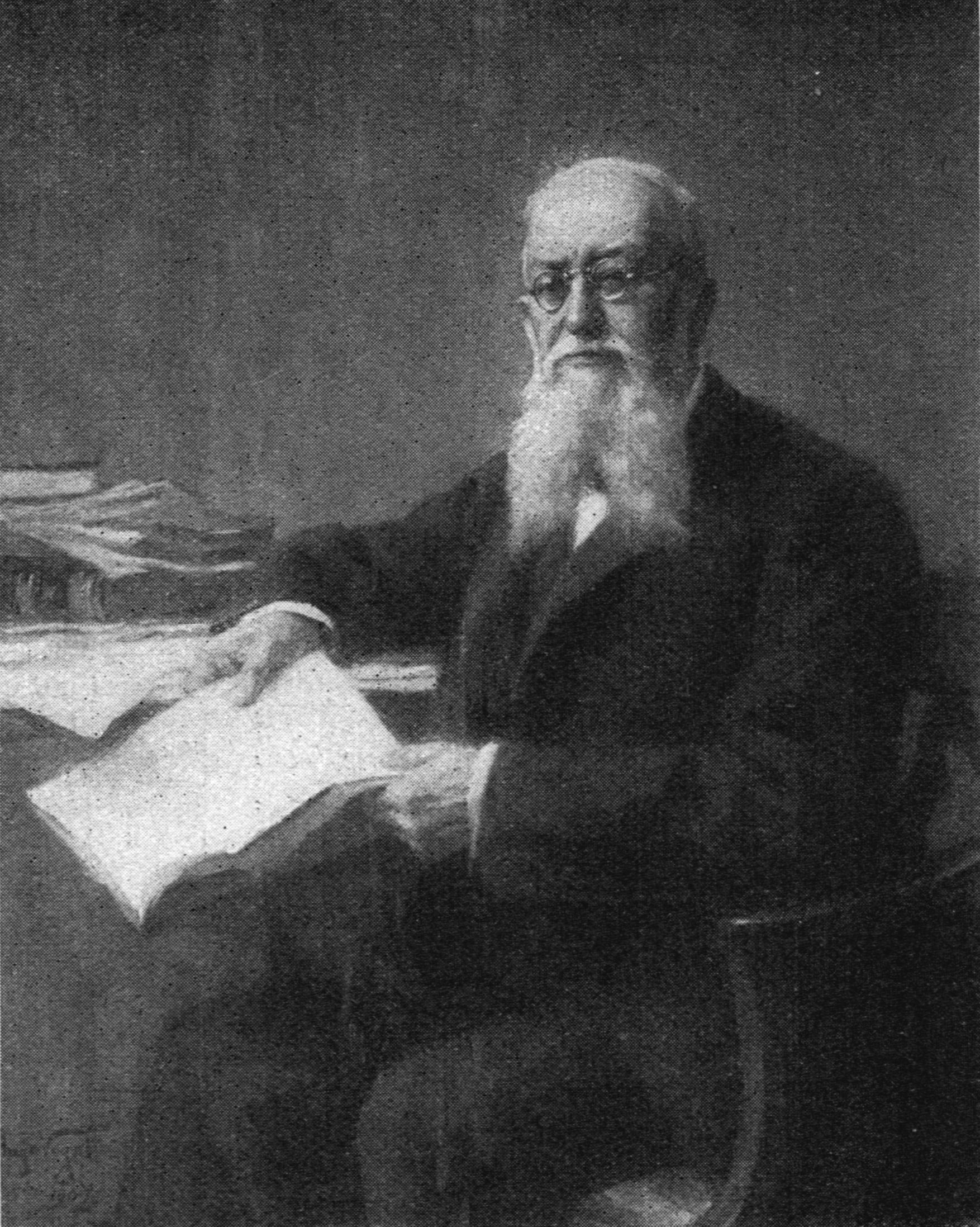
Johannes Kaempf, um 1910
Gemälde von Hugo Vogel

## Leben
Johannes Kaempf war ein Sohn des Altphilologen Friedrich Heinrich Kaempf, der Oberlehrer in Neuruppin war, 1848 der Preußischen Nationalversammlung angehörte und später Gymnasialdirektor in Landsberg an der Warthe wurde. Auch Kaempfs Onkel Julius Berends war während der Revolution Mitglied der preußischen Nationalversammlung. 
Kaempf absolvierte eine kaufmännische Lehre in einem Tuch-Großhandel in Brandenburg an der Havel, wurde Handlungsgehilfe bei einer kleinen Berliner Bank und später Prokurist in einem größeren Geldinstitut. 1867 gründete er in Halle (Saale) den Halleschen Bankverein Kulisch, Kaempf & Co. Als Direktor der Zweigniederlassung der Darmstädter Bank für Handel und Industrie kehrte er 1871 nach Berlin zurück, den Posten hatte er bis 1899 inne. 
Er trat 1878 in die Korporation der Kaufmannschaft von Berlin ein, wurde 1889 zweiter, 1895 erster Vizepräsident und von 1903 bis zu seinem Tod deren Präsident. Eine Fusion der Kaufmannschaft mit der 1902 gegründeten Berliner Handelskammer lehnte Kaempf ab, diese erfolgte erst 1920. Von 1888 bis 1902 war Kaempf Vorsitzender des Berliner Börsenvorstands, bis 1918 des Gesamtbörsenvorstandes, ab 1901 stellvertretender Deputierter im Zentralausschuss der Reichsbank, ab 1901 stellvertretender Vorsitzender bzw. ab 1905 Präsident des Deutschen Handelstages und ab 1907 stellvertretender Präsident der Berliner Hypothekenbank. Als Präsident der Volkswirtschaftlichen Gesellschaft trat er 1903 für die Errichtung einer Handelshochschule Berlin ein. 1909 war er ein Mitbegründer des liberalen Wirtschaftsverbands Hansabund. 
Kaempf war Mitglied der Freisinnigen Volkspartei bzw. ab 1910 der Fortschrittlichen Volkspartei. 1887–1892 und 1886–99 war er unbesoldetes Mitglied des Magistrats von Berlin. Am 22. Oktober 1899 wurde Kaempf die Ehrenbezeichnung Stadtältester von Berlin verliehen. Ab 1901 gehörte er der Berliner Stadtverordnetenversammlung an. 
Für die Linksliberalen vertrat er von 1903 bis 1918 den ersten Berliner Wahlkreis (Innenstadt) im deutschen Reichstag. Von 1912 bis zu seinem Tod war er Reichstagspräsident. Im Jahr 1914 verlieh ihm Kaiser Wilhelm II. den Ehrentitel „Wirklicher Geheimer Rat“. Nach über 20-jähriger Diskussion um den Widmungsspruch am Reichstagsgebäude verkündete Kaempf Ende August 1915 den Beschluss, „auf Anregung und direkten Antrag des Herrn Reichskanzlers“ (Theobald von Bethmann Hollweg) die Inschrift „Dem deutschen Volke“ in das bis dahin leere Giebelfeld zu setzen.
Kaempf war Mitglied der Freimaurerloge Sankt Johannes zum schwarzen Adler in Landsberg an der Warthe und Ehrenmitglied der Große National-Mutterloge „Zu den drei Weltkugeln“. 
Johannes Kaempf starb im Mai 1918 im Alter von 76 Jahren in Berlin und wurde auf dem Alten St.-Matthäus-Kirchhof in Schöneberg beigesetzt. Im Zuge der von den Nationalsozialisten 1938/1939 durchgeführten Einebnungen auf dem Friedhof wurden Kaempfs sterbliche Überreste auf den Südwestkirchhof Stahnsdorf bei Berlin umgebettet, wo sein Grab erhalten geblieben ist.
Kaempfs Tod hatte eine unerwartete Nebenwirkung auf das Schicksal des Kaiserreiches. Denn durch die Notwendigkeit, Kaempfs Reichstagsmandat im Wahlkreis I. neu zu besetzen, konnte die USPD den linken Gewerkschafter und Revolutionär Richard Müller für die Nachwahl nominieren und die Regierung musste diesen vom Militärdienst freistellen. Müller wurde im September 1918 aus dem Heer entlassen und kam nach Berlin, verlor die Nachwahl, hatte aber bedeutenden Anteil an der Organisierung des Aufstandes vom 9. November.

## Schriften
- Johannes Kaempf: Reden und Aufsätze. Herausgegeben von den Aeltesten der Kaufmannschaft von Berlin. Berlin, Georg Reimer 1912.